# ユコウ
ユコウ（柚柑、学名:Citrus yuko）はミカン科の常緑小高木。香酸柑橘類の果物、果実はユズより大きめで香気が強いことから、柚香とも表記する。

## 概要
分布
自然交雑によって生まれたユズの変種で日本原産。徳島県や高知県で古くから栽培され、1981年（昭和56年）の大寒波以前には、徳島県内に推定150年を超える老樹が散在していた。
国内産地
徳島県はスダチの産地として全国に知られる一方、このユコウも全国生産の99％以上を占めている。（日本における2010年の収穫量は397.5 トンであり、そのうち395 トンは徳島県で生産されている。）その過半数を上勝町が占める。ユズやスダチと比較すると耐寒性に乏しいため、1981年の大寒波によって樹園地面積が減少した。また、スダチの代替品として用いられることも多く、近年における加工品向け需要の低迷やスダチと比較して知名度に劣るため、取引価格が期待できないなどの理由で生産量も年々減少の一途を辿っており、ピークの4割程度に落ち込んでいた。
しかしながら、町や農協、ベンチャー企業「いろどり」などが調味料や洋菓子などを開発し販売するなど地道な普及活動を行った結果、知名度は徐々に浸透し、京阪神方面で「ユコウ酢」の需要が伸びている。また、病害に強く、枝にトゲを持たないためユズより摘果がしやすいことで、上勝町での生産は2006年度より横ばいで推移している。

## 利用
香りが強く、まろやかな味わいを持つため、もっぱら果実を搾汁し、加工に用いる。ユコウ酢と呼ばれる果実酢として販売されるほか、ユズ果汁やスダチ果汁と合わせてポン酢の原料となることが多い。その他、地元の上勝町では家庭料理の材料として重宝され、酢飯に合わせる醸造酢などに用いてきた例などがある。
果実は2017年時点で市販されていない。かつては実がなった後に越年させ、翌春に酸味が抜けて、持った手が粘つくほど糖度が上がり、甘くなった果実がおやつ代わりに食べられていた。青い実をもいで、カワショウブの葉を敷いた土中に埋めて完熟させる方法もあった。

## その他の特徴
- 見た目や外皮の色合いはユズと酷似しているが、ユズと比較して表面は滑らかである。また、果頂部に油胞はなく、やや凹みがある。